# مونکونوسور
مونکونوسور (نام علمی: Monkonosaurus) نام یک سرده از راسته پرنده‌کفلان است.